# Meanwhile (Camouflage)
Meanwhile è il terzo album in studio del gruppo musicale tedesco Camouflage, pubblicato nel 1991.

## Tracce
1. Seize Your Day – 4:37
2. Heaven (I Want You) – 5:15
3. Mellotron – 3:44
4. Mother – 4:32
5. Dad – 5:17
6. Where the Happy Live – 4:05
7. These Eyes – 3:41
8. What For? – 3:16
9. Waiting – 4:50
10. Accordion – 5:03
11. This Day – 3:56
12. Handsome – 4:01
13. Bitter Sweet – 4:19
14. Spellbound – 4:45
15. Who the Hell Is David Butler? – 4:13